# Рита Турова
Рита Николајевна Турова (блр. Рыта Турава; рус. Рита Турова; Витебск, СССР 28. децембар 1980) је белоруска атлетичарка, која се такмичи у брзом ходању.
Први успех остварила је ва Светском првенству у атлетици на отвореном за јуниоре 1999. године у Ансију освојивши шесто место у ходању на 5.000 метара. Прво учешће на Летњим олимшпијским играма 2004. где је у дисциплини 20. километара ходање била четврта и за 14 секунди изгубила бронзу.
На Светском првенству у атлетици 2005. у Хелсинкију, у истој дисциплини освојила је сребрну медаљу, а на Европскм првенству 2006. у Гетеборг златну.
Рита Турова је висока 1,72 метра, а тешка 68 кг.

## Значајнији резултати
| Год. | Такмичење                      | Место              | Плас. | Рез.        |       |
| ---- | ------------------------------ | ------------------ | ----- | ----------- | ----- |
| 2004 | Олимпијске игре                | Атина, Грчка       | 4     | 1:29:39     | 20 км |
| 2005 | Светско првенство на отвореном | Хелсинки, Финска   | 2     | 1:27:05 'НР | 20 km |
| 2006 | ИААФ Светски куп               | Ла Коруња, Шпанија | 1     | 1:26:27     | 20 км |
| 2006 | Европско првенство             | Гетеборг, Шведска  | 1     | 1:27:08     | 20 км |
| 2008 | Олимпијске игре                | Пекинг, Кина       | 11    | 1:28:26     | 20 км |

## Лични рекорди
: На отвореном
- 5.000 м ходање: 21:32,14 мин, 12. јун 1998, Манхајм
- 10.000 м ходање: 46:01,2 мин, 2. јул 1999, Минск
- 10 км ходање: 42:27 мин, 17. септамбар 2005, Краков
- 20 км ходање: 1:26:11 мин, 15. април 2006, Njaswisch

:У дворани
- 5.000 м ходање: 20:37,77 мни 13. фебруар 2005. Минск